# دوشان پولیاچیک
دوشان پولیاچیک (چکی: Dušan Poliačik؛ زادهٔ ۱۱ فوریه ۱۹۵۵) وزنه‌بردار اهل چکسلواکی بود.
وی در مسابقات کشوری و بین‌المللی در مجموع برندهٔ ۴ مدال برنز شده‌است.